# Andy Serkis
Andrew C. G. "Andy" Serkis (Ruislip, Middlesex, Engleska, 20. travnja 1964.) je engleski glumac, redatelj i pisac. 
Utjelovio je Golluma u filmskoj trilogiji Gospodar prstenova Petera Jacksona, za što je nagrađen Nagradom Saturn za najboljeg sporednog glumca (drugi dio trilogije, Gospodar prstenova: Dvije kule). Dao je također pokrete i glas King Kongu u Jacksonovom remakeu filma iz 2005. U filmu Prestiž Christophera Nolana odigrao je ulogu asistenta Nikole Tesle. Serkis je ponovio ulogu Golluma u filmu Hobit: Neočekivano putovanje 2011. godine.

## Životopis

### Rani život
Andy Serkis je rođen u Ruislip Manoru, Middlesex, Engleska. Majka mu je Engleskinja, a otac ginekolog iračko-armenskog porijekla. Studirao je vizualne umjetnosti.

### Karijera
Serkisova najpoznatija uloga je uloga Sméagola/Golluma, u filmskoj trilogiji Gospodar prstenova (2001. – 2003.), te uloga naslovnog lika u remakeu filma King Kong iz 2005. godine, oboje u režiji Petera Jacksona. U oba Serkis daje glas i pokrete navedenim likovima, korištenjem računalno generirane slike (CGI) i motion capture tehnologije. Pokrete i glas Serkis je dao i u nekoliko računalnih igara (Heavenly Sword).
Njegova uloga u trilogiji izazvala je debatu oko CGI-generirane glume. Neki su kritičari smatrali da bi Serkis trebao biti dobiti Oskara za sporednu ulogu, međutim prevladalo je mišljenje da se ipak radi o djelomično animiranom liku.
Jedna od njegovih prvih pojava na velikom platnu je uloga u filmu The Jolly Boys' Last Stand uz Sachu Baron Cohena.
Godine 2006. u filmu Christophera Nolana Prestiž pojavljuje se u ulozi Mr. Alleya, asistenta Nikole Tesle (kojega glumi David Bowie). Iste godine posuđuje glas Spikeu, jednom od miševa u filmu Pusti vodu da miševi odu (Flushed Away).
Serkis je jedan od intervjuiranih umjetnika koji govore o Nikoli Tesli u eksperimentalnom animirano-dokumentarnom interaktivnom filmu Mehaničke figure Helene Bulaja.
U biografskom filmu Sex & Drugs & Rock & Roll (2010.) redatelja Mat Whitecrossa glumi punk-rock zvijezdu Ian Duryja.
U 2011. godini Serkis je opet odigrao ulogu Smeagola/Golluma u filmu Hobit, kojega je nakon odustajanja Guillerma del Toro režirao Peter Jackson.

### Privatni život
Serkis živi u Crouch Endu u sjevernom Londonu sa svojom suprugom, glumicom Lorraine Ashbourne, i njihovo troje djece: Rubyjem (rođ. 1998.), Sonnyjem (rođ. 2000.) i Louisom (rođ. 2004.).
Serkis je vegetarijanac, ali je jeo ribu tijekom snimanja filmske trilogije Gospodar prstenova, o čemu piše u svojoj knjizi Gollum: How We Made Movie Magic (2004.). Privlače ga ideje karmičkih mogućnosti prijenosa energije, osobito "ideja da tvoja energija nastavlja živjeti nakon tebe".

## Nagrade i nominacije

### Nagrade
- Evening Standard British Film Awards, 2010.: najbolji glumac - Sex & Drugs & Rock & Roll.[5]

### Nominacije
- Zlatni globus, 2008.: najbolji sporedni glumac u seriji, mini seriji ili TV filmu - Longford.
- BAFTA, 2010.: najbolji glavni glumac - Sex & Drugs & Rock & Roll.

## Filmografija
| Godina | Naslov                                          | Uloga                                             | Bilješke |
| ------ | ----------------------------------------------- | ------------------------------------------------- | --- |
| 1989.  | Morris Minor and his Marvellous Motors          | Sparky Plugg                                      | TV serija |
| 1989.  | Streetwise                                      | Owen                                              | TV film |
| 1992.  | The Darling Buds of May                         | Greville                                          | TV serija - epizoda Le Grande Weekend |
| 1993.  | Pie in the Sky                                  | Maxwell                                           | TV serija - epizoda Passion Fruit Fool |
| 1994.  | Finney                                          | Tom                                               | TV serija |
| 1994.  | Grushko                                         | Pyotr                                             | TV drama |
| 1994.  | Prince of Jutland                               | Torsten                                           | |
| 1995.  | The Near Room                                   | Bunny                                             | |
| 1996.  | Stella Does Tricks                              | Fitz                                              | |
| 1997.  | Mojo                                            | Potts                                             | |
| 1997.  | The Pale Horse                                  | Sergeant Corrigan                                 | TV drama |
| 1997.  | Career Girls                                    | Nick Evans                                        | |
| 1997.  | Loop                                            | Bill                                              | |
| 1998.  | The Tale of Sweety Barrett                      | Leo King                                          | |
| 1998.  | The Jump                                        | Steven Brunos                                     | TV drama |
| 1998.  | Among Giants                                    | Bob                                               | |
| 1998.  | Clueless                                        | David                                             | kratki film |
| 1998.  | Insomnia                                        | Harry                                             | kratki film |
| 1999.  | Oliver Twist                                    | Bill Sikes                                        | TV serijal |
| 1999.  | Topsy-Turvy                                     | John D'Auban                                      | |
| 1999.  | Shooting the Past                               | Styeman                                           | TV drama |
| 1999.  | Five Seconds to Spare                           | Chester                                           | |
| 1999.  | Touching Evil III                               | Michael Lawler                                    | TV mini-serija |
| 2000.  | Jump                                            | Shaun                                             | |
| 2000.  | Shiner                                          | Mel                                               | |
| 2000.  | Pandaemonium                                    | John Thelwall                                     | |
| 2000.  | The Jolly Boys' Last Stand                      | Spider                                            | |
| 2000.  | Arabian Nights                                  | Kasim                                             | TV mini-serija |
| 2001.  | Gospodar prstenova: Prstenova družina           | Sméagol/Gollum                                    | Nominacija - Screen Actors Guild Award for Outstanding Performance in a Motion Picture |
| 2001.  | The Escapist                                    | Ricky Barnes                                      | |
| 2002.  | Gospodar prstenova: Dvije kule                  | Sméagol/Gollum                                    | Nagrada Saturn za najboljeg sporednog glumca Nominacija - OFCS Award for Best Supporting Actor Nominacija - Screen Actors Guild Award for Outstanding Performance by a Cast in a Motion Picture |
| 2002.  | Deathwatch                                      | Pvt. Thomas Quinn                                 | |
| 2002.  | 24 Hour Party People                            | Martin Hannett                                    | |
| 2003.  | Gospodar prstenova: Povratak kralja             | Sméagol/Gollum, neimenovani hobit i kralj Angmara | Nagrada - Screen Actors Guild Award for Outstanding Performance by a Cast in a Motion Picture Nominacija - Nagrada Saturn za najboljeg sporednog glumca Nominacija - Chicago Film Critics Association Award for Best Supporting Actor Nominacija - Online Film Critics Society Award for Best Supporting Actor |
| 2004.  | Blessed                                         | Father Carlo                                      | |
| 2004.  | 13 Going on 30                                  | Richard Kneeland                                  | |
| 2004.  | Standing Room Only                              | baka, rastafarijanac i Hunter Jackson             | |
| 2004.  | Spooks                                          | Riff                                              | TV serija - epizodaCelebrity |
| 2005.  | King Kong                                       | King Kong i Lumpy the Cook                        | |
| 2005.  | Stories of Lost Souls                           | baka, rastafarijanac i Hunter Jackson             | |
| 2006.  | Simon Schama's Power of Art                     | Vincent van Gogh                                  | TV serija - epizoda Van Gogh: Wheat Field with Crows |
| 2006.  | Extraordinary Rendition                         | glavni istražitelj                                | |
| 2006.  | Longford                                        | Ian Brady                                         | Nominacija - nagrada BAFTA za najboljeg glumca Nominacija - Zlatni globus za najboljeg sporednog glumca u seriji, mini-seriji ili TV filmu Nominacija - Satellite Award for Best Supporting Actor - Series, Miniseries or Television Film                                                                      |
| 2006.  | Stormbreaker                                    | Mr. Grin                                          | |
| 2006.  | Prestiž                                         | Mr. Alley                                         | |
| 2006.  | Pusti vodu da miševi odu (Flushed Away)         | Spike                                             | glas |
| 2007.  | Heavenly Sword                                  | King Bohan                                        | glas u računalnoj igri |
| 2007.  | Muybridge                                       | Erickson                                          | |
| 2007.  | Sugarhouse                                      | Hoodwink                                          | |
| 2008.  | The Cottage                                     | David                                             | |
| 2008.  | Einstein and Eddington                          | Albert Einstein                                   | TV drama |
| 2008.  | Srce od tinte (Inkheart)                        | Jarac                                             | |
| 2008.  | Little Dorrit                                   | Rigaud                                            | TV serijal |
| 2009.  | Sex & Drugs & Rock & Roll                       | Ian Dury                                          | Nominacija - nagrada BAFTA za najboljeg glavnog glumca |
| 2009.  | The Screwtape Letters                           | Screwtape                                         | audio drama |
| 2010.  | Enslaved                                        | majmun                                            | glas u računalnoj igri |
| 2011.  | The Adventures of Tintin: Secret of the Unicorn | Captain Haddock/Sir Francis Haddock               | |
| 2011.  | Burke and Hare                                  | William Burke                                     | |
| 2012.  | Hobit: Neočekivano putovanje (prvi dio)         | Sméagol/Gollum                                    | |
| 2014.  | Dawn of the Planet of the Apes                  | Ceasar                                            | |
| 2015.  | Osvetnici 2: Vladavina Ultrona                  | Ulysses Klaue                                     | |
| 2015.  | Ratovi zvijezda: Sila se budi                   | Snoke                                             | |
| 2017.  | War for the Planet of the Apes                  | Ceasar                                            | |
| 2017.  | Ratovi zvijezda: Posljednji Jedi                | Snoke                                             | |
| 2018.  | Black Panther                                   | Ulysses Klaue                                     | |
| 2018.  | Mowgli: Legend of the Jungle                    | Baloo                                             | |
| 2019.  | Long Shot                                       | Parker Wembley                                    | |
| 2019.  | Ratovi zvijezda: Uspon Skywalkera               | Snoke                                             | |
| 2020.  | A Christmas Carol                               | duh Marleya                                       | |
| 2021.  | SAS: Red Notice                                 | George Clements                                   | |
| 2022.  | The Batman                                      | Alfred Pennyworth                                 | |
| 2022.  | Andor                                           | Kino Loy                                          | TV serija |

## Ostala djela
- Knjiga Gollum: How We Made Movie Magic (2004.)

## Unutarnje poveznice
- Filmska trilogija Gospodar prstenova
- Prestiž (film Christophera Nolana)

## Vanjske poveznice
- Službena Web stranica
- IMDB
- Intervju s Andy Serkisom